# The Legend of Zelda: A Link Between Worlds
The Legend of Zelda: A Link Between Worlds (OT: jap. ゼルダの伝説 神々のトライフォース2, Zeruda no Densetsu: Kamigami no Toraifōsu Tsū) ist ein vom japanischen Videospielkonzern Nintendo entwickeltes und herausgegebenes Action-Adventure-Videospiel für das Handheld Nintendo 3DS. In Europa und Nordamerika erschien es im November 2013, in Japan folgte die Veröffentlichung im Dezember.
Bei dem Spiel handelt es sich um den 17. Titel der Videospielserie The Legend of Zelda. Es orientiert sich stark am Serienteil A Link to the Past und setzt dessen Handlung einige Jahrhunderte später fort. Zu neuen Spielelementen der Zelda-Reihe, die in A Link Between Worlds anzutreffen sind, zählen die Funktion, die Spielfigur in ein Graffito zu verwandeln, sowie ein neues Item-System, das dem Spieler mehr Entscheidungsfreiheit gewährt. Im Spiel herrscht zudem die Vogelperspektive vor.
Für die Entwicklung von A Link Between Worlds war das Studio Nintendo Entertainment Analysis & Development unter der Regie von Hiromasa Shikata verantwortlich. Die Planungen zum Spiel begannen direkt im Anschluss an die Vollendung von Spirit Tracks, dem vorherigen Handheld-Teil der Serie. Die eigentliche Entwicklungsphase startete Ende 2011.
Mit einem Metascore von 91 von 100 Punkten gilt A Link Between Worlds als eines der besten 3DS-Spiele. Die Fachpresse hob insbesondere die Rätsel sowie den Spielfluss und das Spieltempo positiv hervor, während manche Publikationen Kritik an der Grafik und an der starken Ähnlichkeit zu A Link to the Past übten. Nach dem Urteil mancher Kritiker führt das Spiel Innovationen in die Zelda-Reihe ein, ohne die Traditionen der Serie zu vernachlässigen. Und doch fielen die Meinungen der Fachpresse bezüglich dieser Neuerungen eher gemischt aus. Bis März 2014 hat der Hersteller laut eigenen Angaben über zweieinhalb Millionen Exemplare des Spiels verkauft.

## Spielbeschreibung

### Handlung
A Link Between Worlds handelt in der Spielwelt von The Legend of Zelda: A Link to the Past (SNES, 1991; kurz: ALttP) und ist zeitlich sechs Generationen nach den Ereignissen aus jenem Titel angesiedelt. Gemäß der Zeitleiste der Zelda-Reihe fanden zwischen den beiden Spielen die Ereignisse aus Oracle of Ages/Oracle of Seasons (GBC, 2001) und Link’s Awakening (GB, 1993) statt. Auf A Link Between Worlds folgt demnach die Handlung von Tri Force Heroes (Nintendo 3DS).
Zu Beginn der Handlung wird der im Königreich Hyrule als Lehrling des Schmieds lebende Protagonist Link Zeuge, wie ein Magier namens Yuga sein Unwesen treibt und Menschen in Porträts verwandelt. Sahasrahla befürchtet, dass Yuga die Nachfahren der Sieben Weisen aufspüren möchte, die vor langer Zeit den bösen Ganon verbannt hatten, um mit ihrer Kraft den Dämon wieder zum Leben zu erwecken. Daher trägt sie Link auf, den Magier aufzuhalten. Unterstützt wird Link bei seiner Mission von einem fahrenden Händler im Hasenkostüm namens Ravio, der in sein Haus einzieht und ihm im Gegenzug nützliche Ausrüstungsgegenstände ausleiht sowie ihm einen Armreif schenkt.
Als Link im Laufe des Spiels erneut auf Yuga stößt, verwandelt ihn dieser in ein Graffito. Dank Ravios Armreif kann sich Link in diesem zweidimensionalen Zustand an der Wand bewegen und so entkommen. Anschließend nimmt Yuga Schloss Hyrule ein. Um die von ihm errichtete magische Barriere zu überwinden, erlangt Link das Master-Schwert, mit dem ein legendärer Held vor vielen Jahren bereits Ganon bezwungen hatte, und stellt sich im Schloss erneut dem bösen Magier. Dieser verwandelt Prinzessin Zelda in ein Gemälde und entkommt durch einen Riss in der Wand in eine andere Dimension. Link folgt ihm und findet sich im Königreich Lorule wieder, einer Art Paralleldimension zu Hyrule.
In Lorule macht sich Yuga die Kraft aller sieben inzwischen in Porträts eingesperrten Weisen zunutze und lässt Ganon wieder auferstehen, der mit ihm verschmilzt. Kurz bevor er Link in einem Kampf töten kann, erscheint Hilda, die Königin von Lorule, und hält Yuga auf. Sie bittet Link, die Sieben Weisen zu retten. Dazu muss er sieben Tempel in Lorule durchqueren, die Porträts aufspüren und sie berühren.

Das Triforce

Nach der Erfüllung dieser Mission kehrt Link zurück in das Schloss, wo ihm Hilda von der Geschichte ihres Königreiches erzählt. Wie auch in Hyrule existierte demnach in Lorule einst ein göttliches Artefakt, das als Triforce bezeichnet wird und seinem Besitzer sämtliche Wünsche erfüllt. Da Kriege um das Triforce das Königreich zu zersplittern drohten, zerstörte die Königsfamilie das Triforce von Lorule. Infolgedessen steht das Königreich kurz vor seinem Untergang. Um diesen abzuwenden, fasste Hilda den Entschluss, mithilfe von Yuga durch eine List an das Triforce von Hyrule zu gelangen. Link versucht, dies zu verhindern, und bekämpft den Magier. Allerdings ist Yuga nicht mehr von Hilda kontrollierbar; er handelt auf eigene Faust, um die Macht des Triforce für sich selbst beanspruchen zu können. Link besiegt schließlich Yuga. Anschließend erscheint Ravio, der sich als Einwohner von Lorule entpuppt und Hilda überzeugt, von ihrem Vorhaben abzulassen. Daraufhin kehren Link und die befreite Prinzessin Zelda zurück nach Hyrule. Dort wünschen sie sich von ihrem Triforce ein zweites göttliches Relikt für das Parallelkönigreich, sodass in diesem wieder Frieden einbricht. Zum Schluss bringt Link das Master-Schwert zurück in die Verlorenen Wälder, aus denen er es erlangt hatte.

### Spielprinzip
Der Spieler übernimmt in A Link Between Worlds die Kontrolle über die Spielfigur Link. Die Spielwelt wird hauptsächlich aus der Vogelperspektive dargestellt und ist – abgesehen von geringfügigen Änderungen – identisch zu der des Prequels. Die über die Spielwelt verteilten Dungeons sind komplett neu gestaltet.
Um die Handlung des Spiels abzuschließen, muss der Spieler sämtliche Dungeons aufsuchen, diese erfolgreich durchqueren und sich deren Bossgegnern stellen. Dazu, für das Erkunden der Spielwelt und für das Lösen von in den Dungeons und in der Spielwelt verteilten Rätseln sind Ausrüstungsgegenstände („Items“) vonnöten. Die Gesundheit der Spielfigur wird durch Trefferpunkte in Form von Herzen visualisiert, deren Anzahl nach gegnerischen Angriffen sowie Stürzen in Lava, Abgründe etc. abnimmt. Nach dem Verlust sämtlicher Herzen folgt das Game over.

#### Wandkonzept und Parallelwelt
Ab einem bestimmten Spielfortschritt erhält der Spieler die Möglichkeit, seine Spielfigur per Knopfdruck in ein Graffito zu verwandeln, sofern sie sich an einer Wand befindet. Der Spieler kann Link dann horizontal entlang der Wände steuern. Durch diese Technik wird es möglich, Hindernisse zu überwinden, durch Ritzen in einer Wand auf die andere Seite zu schlüpfen, von einem Felsvorsprung zu einem anderen zu gelangen oder sich an sich bewegenden Plattformen „festzuhalten“. Befindet sich Link im Gemäldezustand, geht die Energieanzeige stetig zurück. Sie beschränkt die Gemälde-Fähigkeit der Spielfigur zeitlich, denn dieser Zustand endet automatisch, sobald die Anzeige abgelaufen ist.
Ebenfalls nach einem festgelegten Fortschritt kann der Spieler zwischen den beiden Welten Hyrule und Lorule hin- und herreisen. Ermöglicht wird dies durch in beiden Welten anzutreffende Dimensionsportale in Form von Ritzen in Wänden, durch die die Spielfigur wandern kann, woraufhin sie an der entsprechenden Stelle der Parallelwelt auftaucht. Ähnlich wie in A Link to the Past mit Licht- und Schattenwelt, handelt es sich bei Lorule um eine an Hyrule angelehnte, in vielen Details veränderte Welt. Sie verhält sich zu Hyrule gegensätzlich: Die Umgebung, die Bewohner und die Gebäude sind Gegenstücke von denen aus Hyrule, und in Lorule herrscht eine düstere Stimmung.

#### Item-System
In A Link Between Worlds borgt sich der Spieler die für das Abenteuer relevanten Items unabhängig vom Spielfortschritt beim Händler Ravio gegen eine festgelegte Anzahl Rubine. Dabei handelt es sich um die fiktive Währung des Zelda-Universums, die Link von besiegten Gegnern erhält und in vielen Stellen der Spielwelt versteckt sind. Dadurch stehen der Spielfigur bereits zu Beginn des Spiels theoretisch sämtliche Items zur Verfügung. Der Spieler kann selbst entscheiden, welche Items er benötigt. Wenn die Spielfigur stirbt, so verliert sie alle Items und muss sie sich erneut leihen, sobald er das Spiel fortsetzt. Im späteren Spielverlauf ist es dem Spieler möglich, Items käuflich zu erwerben, sodass er diese nach dem Tod der Spielfigur nicht mehr verliert. Dies erlaubt es dem Spieler, die Reihenfolge der Dungeons größtenteils selbst zu bestimmen.
Das Verwenden von Items wie beispielsweise Pfeilen und Bomben wird nicht durch einen Vorrat begrenzt, sondern ausschließlich durch eine Energieanzeige. Diese nimmt bei Gebrauch der meisten Items sowie der Wandfähigkeit ab und füllt sich nach einer kurzen Abklingzeit automatisch wieder auf.

### Ästhetik und Grafik
A Link Between Worlds nutzt einen an A Link to the Past angelehnten Grafikstil, der – anders als beim Vorgänger, dessen Grafik aus Sprites besteht – mithilfe dreidimensionaler Polygone in Echtzeit berechnet wird. Das Spiel unterstützt den optionalen autostereoskopischen, brillenlosen 3D-Effekt des Nintendo 3DS. Außerdem läuft es sowohl im 2D- als auch im 3D-Modus als erster in 3D berechneter Teil der Zelda-Reihe mit einer stabilen Framerate von 60 Bildern pro Sekunde. Nach Angaben des Herstellers ermöglicht dies einen solideren 3D-Effekt.

## Entstehungsgeschichte
A Link Between Worlds wurde vom Software Development Department 3 des Studios Nintendo Entertainment Analysis & Development (EAD) in dem im japanischen Kyōto beheimateten Nintendo-Hauptquartier entwickelt. Der als Produzent involvierte Abteilungsleiter Eiji Aonuma sowie der Director Hiromasa Shikata, der mit dem Spiel sein Debüt als Projektleiter gab, waren die Verantwortlichen des Projektes. Als Regieassistenten fungierten der leitende Programmierer Shiro Mouri sowie der führende Spieldesigner Kentaro Tominaga. Der Zelda-Schöpfer und EAD-Manager Shigeru Miyamoto war General-Produzent des Titels. Weitere einflussreiche Entwickler der Zelda-Reihe wie Takashi Tezuka oder Toshihiko Nakagō bekleideten Supervisor-Positionen. Als Komponist fungierte Ryō Nagamatsu. Das Kyōto-Studio des Nintendo-Tochterunternehmens Monolith Soft unterstützte das Entwicklerteam bei der Gestaltung und Umsetzung der Charaktere, Umgebungen und Dungeons.

### Projektbeginn (Ende 2009 – Oktober 2010)

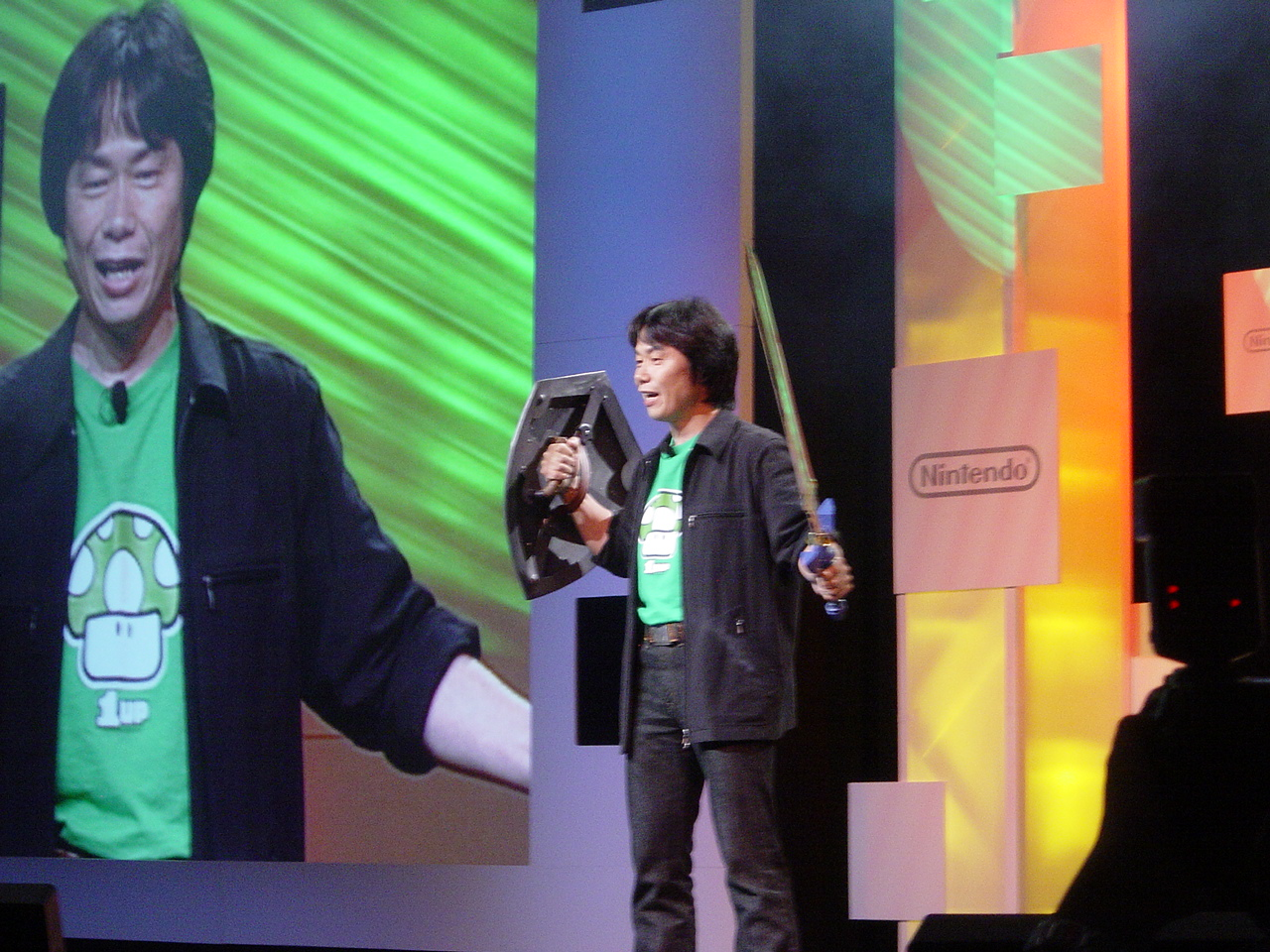
Der Zelda-Chefentwickler Shigeru Miyamoto lehnte den ersten Entwurf zu A Link Between Worlds ab

Nach der Fertigstellung von The Legend of Zelda: Spirit Tracks (DS, 2009) wurde der Großteil des Zelda-Team Ende 2009 den Arbeiten an Skyward Sword (Wii, 2011) zugeteilt. Zugleich begannen Ende 2009 die Planungen für ein neues Zelda-Spiel für das nächste Nintendo-Handheld, den im März 2011 veröffentlichten Nintendo 3DS. Das für die Planung verantwortliche Team umfasste zunächst ausschließlich Shikata, Mouri sowie einen weiteren Programmierer.
Ein halbes Jahr nach Beginn der Planungsarbeiten präsentierte das Team dem für die Bewilligung neuer EAD-Projekte zuständigen Miyamoto eine Idee, in der Kommunikation das zentrale Thema war. Miyamoto lehnte das Konzept ab, da er es für veraltet hielt. Daraufhin begann die Planung von Grund auf neu. Dabei kam Shikata spontan auf die Idee, dass sich die Spielfigur des neuen Spiels in ein Wandgemälde verwandeln können sollte.
Innerhalb eines Tages programmierte Mouri einen Prototyp zu dieser Idee. Anders als das finale Produkt nutzte dieser frühe Prototyp die Third-Person-Perspektive und als Platzhalter für die Spielfigur den Link aus Spirit Tracks. Diesen Prototyp genehmigte Miyamoto schließlich. Zwei Wochen später, im Oktober 2010, wurde das dreiköpfige Team jedoch aufgelöst und den Arbeiten an den EAD-Produktionen New Super Mario Bros. U (Wii U, 2012) sowie Nintendo Land (Wii U, 2012) zugeordnet. Das Zelda-Projekt wurde daher zunächst auf Eis gelegt.

### Wiederbelebung des Projekts (ab November 2011)

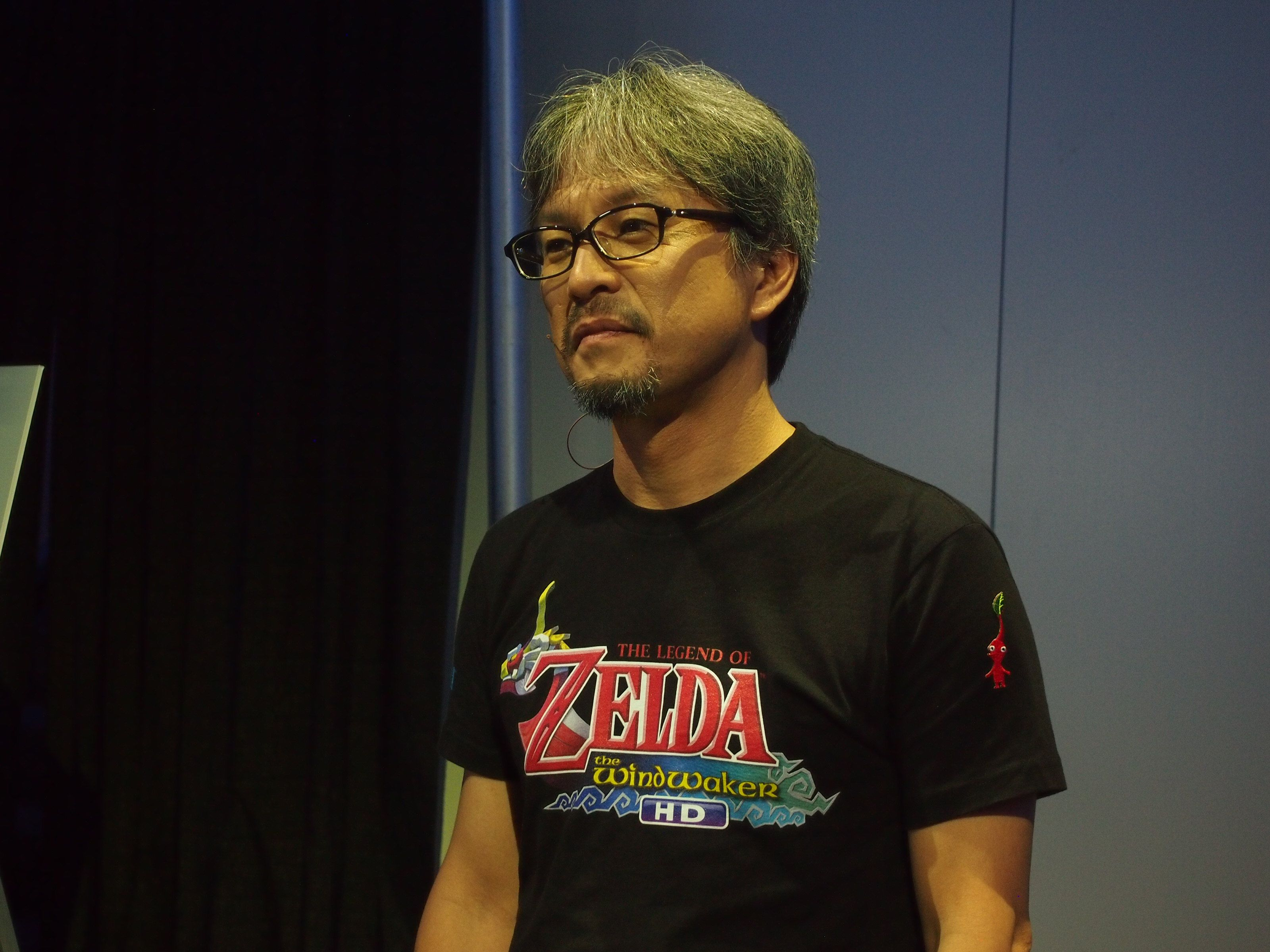
Eiji Aonuma, der Produzent des Spiels, setzte die Entwicklung des Projektes nach einer einjährigen Pause im November 2011 fort.

Um den angestrebten Veröffentlichungszeitraum für Ende 2013 einhalten zu können, nahm Aonuma im November 2011 nach der Fertigstellung von Skyward Sword wieder die Arbeiten am neuen Handheld-Zelda auf, dessen Entwicklung zuvor ein Jahr lang geruht hatte. Tominaga, zuvor Spieldesigner für Skyward Sword, übernahm zeitweise an Shikatas Stelle die Regie.
Eine Zielsetzung des Entwicklerteams lag darin, den 3D-Effekt des 3DS so in das Spiel einzubauen, dass er sich konstruktiv auf das Spielprinzip auswirkt. Dies resultierte in Dungeons, in denen die Höhenunterschiede zwischen zwei Ebenen eine große Rolle spielen. Ein weiterer Leitgedanke während der Entwicklung war, die Konventionen der Zelda-Reihe zu überdenken. Im Rahmen dessen kam Shikata auf die Idee, dem Spieler ab einem gewissen Fortschritt die Auswahl der Dungeonreihenfolge selbst zu überlassen. Um dies zu ermöglichen, erdachte sich das Team ein System, in welchem sich der Spieler seine Ausrüstung in einem Laden innerhalb des Spiels kaufen sollte. Die Ausleihfunktion wurde durch ein Hobby Aonumas inspiriert.
Weshalb sich das Entwicklerteam für einen weniger linearen Spielablauf entschied, erklärte Aonuma im Oktober 2013 in einem Interview.

“When we created Skyward Sword, […] it came to mind that maybe the users have started to get bored with Zelda, the traditional Zelda. So we’d like to try and change that up. We thought then that it would be more important to implement a kind of hand-holding system, where users would always know what they were supposed to do. But maybe it’s different – perhaps it’s also fun to just get lost in the game and try to figure out what to do by themselves…”

„Als wir Skyward Sword machten, kam es uns in den Sinn, dass die Spieler vielleicht langsam gelangweilt werden von der Zelda-Reihe, von der traditionellen Zelda-Formel. Also wollten wir versuchen, das zu ändern. Damals glaubten wir, es sei wichtiger, eine Art Händchenhalt-System einzubauen, damit die Spieler jederzeit wissen, was sie machen sollen. Doch vielleicht ist es ganz anders – eventuell ist es auch spaßig, sich im Spiel zu verlaufen und selbst herauszufinden, was man tun soll.“

### Entwicklung als Fortsetzung vonA Link to the Past(ab Mitte 2012)
Seit der Markteinführung des 3DS hatte Miyamoto Aonuma wiederholt vorgeschlagen, eine Neuauflage („Remake“) von A Link to the Past mit dreidimensionaler Grafik für das Handheld zu entwickeln. Aonuma stand der Idee kritisch gegenüber, da er lieber ein neues Spiel auf Basis des SNES-Klassikers entwickeln wollte. Die Idee, das 3DS-Zelda als Fortsetzung von A Link to the Past zu konzipieren, kam aber erst im Mai 2012 auf, als Miyamoto bei einer weiteren internen Vorstellung des Projektes erneut den Vorschlag zu einem ALttP-Remake in den Raum warf und das Entwicklerteam diese Idee mit dem bereits erarbeiteten Konzept des neuen Spiels kombinierte. Die positive Resonanz auf ein von Miyamoto angeregtes Level in Super Mario 3D Land (3DS, 2011), das als Hommage an die Zelda-Reihe intendiert ist und aus der Vogelperspektive gespielt wird, bekräftigte die Entwickler in dieser Entscheidung.
Obwohl Aonuma mit dem Vorschlag einverstanden war, herrschte im Entwicklerteam zunächst Skepsis vor. Um seine Vorstellung von dem Spiel zu veranschaulichen, modellierte Aonuma die Spielwelt von A Link to the Past mithilfe einer Software innerhalb weniger Tage als Proof of Concept in 3D um und präsentierte es Miyamoto im Juli 2012. Dieser gab sich einverstanden, ebenso wie das Entwicklerteam, sodass die Realisierung des Konzeptes beginnen konnte. Zunächst experimentierten die Entwickler mit der Vogelperspektive. Um trotz der Überkopf-Perspektive die Spielfigur nicht direkt von oben, sondern schräg darstellen zu können, damit auch ihr Gesicht und ihr Körper zu erkennen sind, wurden sämtliche Objekte und Figuren im Verhältnis zur Spielwelt leicht nach hinten gezerrt. Als Ende 2012 Nintendo Land und New Super Mario Bros. U vollendet waren, stieß das ursprüngliche Team wieder zum Projekt dazu, und Shikata übernahm die Regie. Zu dieser Zeit wuchs das Entwicklerteam stark an.
War Gemälde-Link ursprünglich als schlichte 2D-Version des Link aus Spirit Tracks angedacht, entschied sich das Team gegen Ende 2012 für ein avantgardistisches Design. Erst zu diesem Zeitpunkt verfassten die Skriptautoren die Handlung des Spiels; laut den Credits des Spiels übernahmen dies die Nintendo-Mitarbeiter Tatsuya Hishida und Mari Shirakawa, die zuvor an keinem anderen Zelda-Spiel beteiligt gewesen waren.
Zeitweise arbeitete das Zelda-Team parallel an der Neuauflage The Legend of Zelda: The Wind Waker HD (Wii U, 2013) sowie an The Legend of Zelda: Breath of the Wild (Wii U, Nintendo Switch, 2017). Anfang Oktober 2013 schloss das zuletzt aus über 90 Personen bestehende Entwicklerteam die Arbeiten an A Link Between Worlds ab.

### Musik
Der Videospielkomponist Ryō Nagamatsu von der EAD Sound Group verfasste den Soundtrack des Spiels und gab damit sein Debüt für ein Zelda-Spiel. Aus musikästhetischen Gründen und wegen der Lautsprecher des 3DS-Handhelds entschied sich das Team gegen eine von einem Orchester eingespielte Videospielmusik. Trotzdem sollte die Musik des Spiels nach Angaben des Produzenten wie von echten Instrumenten gespielt klingen.
Der Soundtrack umfasst Neuinterpretationen von Stücken aus A Link to the Past, die im Original aus der Feder des Nintendo-Komponisten Kōji Kondō stammen. Freischaltbar im Spiel sind außerdem Arrangements bekannter Stücke aus der Reihe, die Nagamatsu selbst auf einer Flöte spielte und mit per Synthesizer erstellten Gitarren-Tönen unterlegte. Die Figuren Link und Ravio wurden von der japanischen Seiyū Mitsuki Saiga synchronisiert, während Ayumi Fujimura Prinzessin Zelda sprach und Seiro Ogino den Antagonisten Yuga vertonte. Sprachausgabe umfasst der Titel nicht. Lediglich die Ausrufe der Charaktere sind vertont.

## Veröffentlichung

### Ankündigungen
Seit April 2011 äußerten Shigeru Miyamoto und Eiji Aonuma in mehreren Interviews die Möglichkeit einer Fortsetzung von A Link to the Past für den 3DS. Die Fachpresse deutete diese Aussagen zunächst als Wunschäußerungen. Im September 2011 bestätigte Aonuma gegenüber der Videospielzeitschrift Game Informer erstmals konkret die Entwicklung eines neuen Zelda-Spiels für den 3DS. Im Juni 2012 hieß es von Miyamoto in einem Interview, Nintendo entscheide sich derzeit zwischen einer Fortsetzung oder einem Remake von A Link to the Past sowie einer Neuauflage von Majora’s Mask (N64, 2000) für den 3DS.
Am 17. April 2013 stellte der Nintendo-Präsident Satoru Iwata im Rahmen einer Ausstrahlung der Webshow „Nintendo Direct“ A Link Between Worlds erstmals der Öffentlichkeit vor. Er bekräftigte dabei, dass es sich nicht um ein Remake von A Link to the Past handle, obwohl die Spielwelt aus diesem Spiel übernommen sei. Nintendo veröffentlichte am gleichen Tag den ersten Trailer zum Spiel. Im Juni 2013 stellte der Hersteller während der Spielemesse E3 einen neuen Trailer vor und gab den finalen westlichen Namen des Spiels bekannt.

### Titel

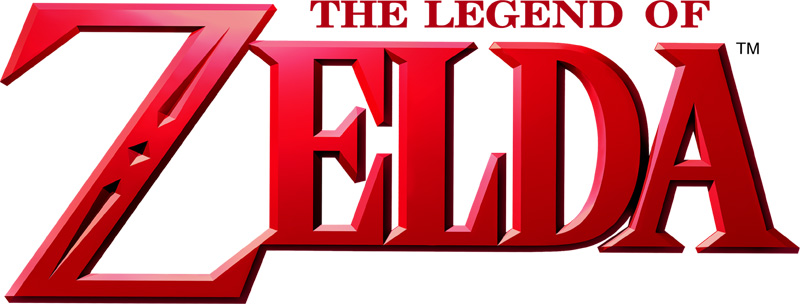
Vorläufiges Logo aus der „Nintendo-Direct“-Präsentation vom April 2013

Bei der Ankündigung im April 2013 betitelte der Hersteller das Spiel vorläufig schlicht als The Legend of Zelda. Alternativ bezeichnete die Videospielpresse das Spiel vor der Bekanntgabe des finalen Titels als Zelda 3DS oder A Link to the Past 2.
In Japan trägt das Spiel den Titel ゼルダの伝説 神々のトライフォース2, Zeruda no Densetsu: Kamigami no Toraifōsu 2, der sich wörtlich mit „Triforce der Götter 2“ übersetzen lässt. Da A Link to the Past in Japan als Kamigami no Toraifōsu veröffentlicht wurde, lautet die sinngemäße Übertragung des japanischen Titels „A Link to the Past 2“.
Um zu betonen, dass es sich nicht um ein Remake, sondern um ein neues Spiel handelt, taufte der Hersteller das Spiel im Westen mit dem Untertitel A Link Between Worlds. Deutet man den Namen als Anspielung auf den Titel des Prequels, auf den Namen der Spielfigur und auf das Feature, zwischen zwei Welten hin- und herzureisen, lässt sich dieser Titel mit „Ein Link zwischen Welten“ oder „Eine Verbindung zwischen Welten“ übertragen. Während der Entwicklung war als Titel außerdem The New Legend of Zelda im Gespräch, parallel zu New Super Mario Bros. (DS, 2006), bei dem es sich um eine Neuinterpretation des Konzeptes der ersten Super-Mario-Spiele handelt.

### Markteinführung
A Link Between Worlds kam am 22. November 2013 in Europa und in Nordamerika auf den Markt. In Australien folgte die Veröffentlichung am 23. November und in Japan brachte Nintendo das Spiel am 26. Dezember heraus. In sämtlichen Regionen veröffentlichte der Hersteller das Spiel sowohl im Handel als auch als Vollpreis-Download im Nintendo eShop. Außerdem erschien weltweit parallel zum Spiel eine Sonderedition des Nintendo 3DS XL im Zelda-Design inklusive eines Downloadcodes zu A Link Between Worlds.
Seit September 2014 ist der Original Soundtrack zum Spiel im japanischen Club Nintendo erhältlich. Im Club Nintendo für Europa ist der offizielle Soundtrack seit Januar 2015 verfügbar. Insgesamt enthält er 105 Stücke sowie ein Begleitheft.
Am 16. Oktober 2015 werden im Rahmen des Labels „Nintendo Selects“ neue Exemplare von A Link Between Worlds zu einem günstigeren Preis herausgegeben.
Zum 2. Juli 2018 erschien zudem eine zum Spiel passend gestaltete Version des Nintendo New Nintendo 2DS XL, auf der das Spiel vorinstalliert war für 159,99 $.

### Verkaufszahlen
Laut dem Bundesverband Interaktive Unterhaltungssoftware (BIU) wurden in Deutschland bis Januar 2014 über 100.000 Exemplare von A Link Between Worlds verkauft. Im Vereinigten Königreich debütierte das Spiel auf Platz 9 der vom Marktforschungsunternehmen GfK Chart-Track ermittelten Videospielcharts für die Markteinführungswoche. In Schweden stieg das Spiel auf Platz 1 in die Charts ein, in Norwegen auf Platz 2 und in Finnland auf Platz 8.
Nach Angaben des Marktforschungsunternehmens NPD Group wurde A Link Between Worlds in Nordamerika im November 2013 etwa 280.000 Mal verkauft. Zusätzlich wurde das 3DS-XL-Bundle, dem das Spiel beiliegt, etwa 125.000 Mal innerhalb des Veröffentlichungsmonats verkauft. Bis Januar 2014 stiegen die Nordamerika-Verkaufszahlen auf 715.000. In Japan belegte das Spiel zu seiner Markteinführung laut dem Marktforschungsinstitut Media Create mit etwa 225.000 Verkäufen den ersten Platz der Wochenvideospielcharts.
Die folgende Tabelle gibt eine Übersicht über die globalen Verkaufszahlen des Spiels, aufgeteilt in Japan und Übersee. Die Daten entstammen offiziellen Nintendo-Finanzberichten und beinhalten sowohl Download- als auch Bundle-Verkäufe.
| Stand         | Global    | Japan     | Übersee   |
| ------------- | --------- | --------- | --------- |
| 31. Dez. 2013 | 2,18 Mio. | 0,33 Mio. | 1,85 Mio. |
| 31. März 2014 | 2,51 Mio. | 0,47 Mio. | 2,04 Mio. |

## Rezeption

### Vorschauberichte
Im Juni 2013 äußerte Samuel Claiborn von der englischsprachigen Videospiel-Website IGN Bedenken an der Spielwelt von A Link Between Worlds. Da diese fast ohne Änderungen aus A Link to the Past übernommen wurde, befürchtete er, dass damit der für die Zelda-Reihe traditionelle Sinn für Abenteuer und Erkundung verloren gehen und sich das Spiel nur an Reihenneueinsteiger richte. In dem Feature, Wände betreten zu können, sah Claiborn keinen äquivalenten Ersatz für die quasi-identische Oberwelt.
Der Videospieljournalist Jeremy Parish bemängelte in einer Anfang November 2013 veröffentlichten Spielvorschau für die englische Videospiel-Website USGamer die Grafik des Spiels. Insbesondere in Zwischensequenzen würden optischen Mängel deutlich, die die Dramatik der Handlung verringerten. Um diesen Kritikpunkt auszugleichen, stellte Parish der Grafik des Titels dessen Spielkonzept gegenüber. Er lobte die Steuerung der Spielfigur, die besonders flüssig und rasch vonstattengehe und gut auf die Eingaben des Spielers reagiere. A Link Between Worlds sei das Zelda-Spiel mit dem besten Spielfluss, so Parish weiter. Seine Meinung zum Spiel fasste er im Titel seines Berichts zusammen mit den Worten „Looks Like Crap, Plays Like a Dream“ (etwa: „Sieht aus wie Scheiße, spielt sich wie ein Traum“).

### Rezensionen
Die Videospieljournalistin Keza McDonald fasste im November 2013 in der Spielrezension für IGN zusammen, dass A Link Between Worlds durch sein herausforderndes Spielprinzip, durch seine Rätsel sowie durch Innovationen überzeugen könne. Auf der anderen Seite beschrieb McDonald die Handlung, die Figuren sowie die Spielwelt als flach und identitätslos. Da das Spiel an den Grundfesten der Zelda-Reihe rüttele, sei es mehr als eine schlichte Fortsetzung. McDonald lobte die Spielwelt, die die Erforschung durch den Spieler belohne, sowie die neuartigen und abwechslungsreichen Rätsel innerhalb der Dungeons. Außerdem fiel ihr auf, dass der Spieler selbständiger agiere als in den Vorgängerteilen. A Link Between Worlds unterstütze den Spieler nicht etwa durch ein ausführliches Tutorial, sondern durch die Level- und Rätsel-Gestaltung. Damit besinne sich das Spiel zurück auf die Bedeutung von Abenteuer und Erkundung in den ersten Zelda-Spielen.
Andy Robertson vom englischsprachigen Forbes Magazine widerlegte im November 2013 die ursprünglichen Bedenken, dass A Link Between Worlds lediglich Material aus dem Prequel übernehme. Das Spiel sei „eines der liebenswertesten und überzeugendsten“ („one of the most endearing and compelling“), die er in der letzten Zeit gespielt habe. Im Gegensatz zu früheren Zelda-Spielen falle der Schwierigkeitsgrad niedriger aus, hielt Robertson fest. Zwar kritisierte er, dass das Spiel mehr Dungeons hätte vertragen können, dass die Handlung „ein wenig zu viel Märchen und nicht genug Legende“ („a little too much fairy tale and not enough legend“) sei, und bemängelte den geringen Wiederspielwert, relativierte diese Kritikpunkte jedoch, da sie nicht ausschließlich auf dieses Spiel, sondern auf die ganze Zelda-Reihe zuträfen.
Carsten Göring schrieb im Januar 2014 in einem Bericht für die deutsche Nachrichtenwebsite Spiegel Online, dass sich A Link Between Worlds trotz der Aufnahme vieler bewährter Elemente aus der Zelda-Reihe frisch anfühle. Er bezeichnete die Spielwelt als kompakt. Stephen Totilo, ein für die Videospielwebsite Kotaku tätiger Redakteur, zählte in einer im November 2013 bei Nytimes.com veröffentlichten Rezension die Dungeons des Spiels zu den am raffiniertesten gestalteten Labyrinthen der ganzen Reihe. Außerdem begrüßte er, dass das Spiel dem Spieler mehr Freiheiten gebe und sich so auf die älteren Zelda-Titel zurückbesinne. Susan Arendt von der auf Videospiele fokussierten Website Joystiq kritisierte die Bosskämpfe des Spiels, die zu sehr an jene aus A Link to the Past erinnerten und keine Herausforderung darstellten. Sie seien die einzigen Elemente des Spiels, die sie sich Arendts zufolge nicht frisch anfühlten.
In der im November 2013 veröffentlichten Besprechung der englischsprachigen Videospiel-Website Eurogamer kritisierte der Redakteur Christian Donlan insbesondere die starke Ähnlichkeit zu A Link to the Past sowie die Grafik, die seiner Meinung nach schlechter sei als die des SNES-Prequels: So stark besinne sich A Link Between Worlds auf die Wurzeln der Serie, dass viele der ihm innewohnenden Überraschungen abgeschwächt würden. Daher gehe es für Serienkenner im Spiel weniger um Erkundung, sondern vielmehr um Wiedererkundung, sodass das Spiel das Gefühl einer Neuauflage hinterlasse. Außerdem äußerte Donlan Kritik an einigen zentralen Merkmalen des Titels: Die Parallelspielwelt Lorule etwa sei zu simpel, zu klein und mit zu wenigen Rätseln bestückt. Auf der positiven Seite hob er die Steuerung als „einzigartig“ („peerless“) hervor und lobte die Dungeons.
Die britische Spielezeitschrift Edge monierte auf der einen Seite, dass die Grafik des Spiels grob und einfach ausfalle, auf der anderen Seite die durch die einfache Grafik ermöglichte Framerate von 60 fps für ein sehr flüssiges Spielerlebnis sorge. Die Zeitschrift lobte außerdem die „herrlichen Orchester-Arrangements klassischer Melodien“ („glorious orchestrations of classic themes“). Martin Gaston von der englischen Spiele-Website GameSpot äußerte, der 3D-Effekt verbessere das Spielerlebnis, indem er dem Spiel mehr Tiefe und Charakter verleihe. Ihm zufolge sei Super Mario 3D Land das einzige Spiel im Spielerepertoire des 3DS, das den 3D-Effekt des Handhelds noch etwas besser verwende als A Link Between Worlds.

### Kritik am Item-System
Besonders intensiv haben sich die Kritiker mit dem Item-System beschäftigt. So verknüpfe McDonald zufolge A Link Between Worlds eine bekannte Spielwelt mit innerhalb der Zelda-Reihe großen Innovationen. Das neuartige Item-System erhöhe die Bedeutung von Erkundungen in dem Spiel, überlasse dem Spieler mehr Entscheidungsfreiheit und gestalte den Spielablauf weniger linear. Daher habe die auf den ersten Blick gering scheinende Neuerung große Auswirkungen auf das Gesamtspiel. Da die Spielfigur aufgrund des neuen Systems nach ihrem Tod sämtliche bloß geliehenen Items verliere, stelle der Bildschirmtod für den Spieler eine besonders große Bedrohung dar.
Die Edge kritisierte das Item-System als unausgeglichen. Das Magazin vermerkte in seiner Besprechung des Spiels, dass erfahrene Spieler nur selten vor einem Game Over stehen würden. Der Verlust der geliehenen Ausrüstung sei daher keine große Bedrohung. Die Alternative – die Items zu hohen Preisen zu kaufen – erscheine ebenfalls schlecht ausbalanciert, da die Spielfigur sehr schnell an ausreichend viele Rubine gelange. Weitere derartige redundante Ideen würden Nintendos Errungenschaft trüben, mit A Link Between Worlds ein vom Spieler selbst bestimmbares Abenteuer zu gestalten. Dass die Entwickler routinierte Abläufe in den Dungeons durch überraschende Elemente ersetzen mussten, um dies zu ermöglichen, begrüßte die Edge.
Donlan äußerte sich in seiner Eurogamer-Rezension überwiegend gemischt zum Item-System. Es sei enttäuschend und verringere den „Nervenkitzel“, bei der Erkundung eines Dungeons neue Items aufzuspüren. Zugleich handele es sich um eine kluge Idee, die den Entwicklern neue Möglichkeiten in Sachen Spielstruktur gewähre. Des Weiteren begrüßte Donlan die Entscheidung, den Spieler die Ausrüstung durch eine virtuelle Währung kaufen zu lassen, anstatt zu diesem Zwecke ein sogenanntes Micropayment zu nutzen. Zudem sorge das Item-System für eine größere Bedrohung innerhalb des Spiels, welches der Autor als eines der einfachsten zu spielenden Zelda-Spiele bezeichnete.
In einer Rezension für das deutschsprachige Spiele-Magazin GamePro kritisierte Kai Schmidt das Item-System, da es seiner Ansicht nach die Faszination schmälere, neue Ausrüstungsgegenstände zu erhalten und mit diesen zuvor unüberwindbare Passagen der Spielwelt zu bestreiten.

### Wertungsspiegel
Die Rezensionsaggregator-Website Metacritic hat für A Link Between Worlds aus 81 Kritiken eine Durchschnittswertung („Metascore“) von 91 von 100 Punkten ermittelt. Bei GameRankings, einer vom Konzept her vergleichbaren Website, liegt die Durchschnittswertung bei 90,55 %, ausgehend von 55 Kritiken (Stand: Dezember 2019).
In der Tabelle rechts dieses Textes ist eine Auswahl an Wertungen enthalten, mit denen verschiedene Videospielwebsites und -Zeitschriften das Spiel bewerteten.

### Auszeichnungen und Bestenlisten
A Link Between Worlds wurde bei mehreren Preisverleihungen nominiert und erhielt dabei teilweise Auszeichnungen. Einen Überblick über Nominierungen und Auszeichnungen des Spiels ermöglicht die folgende Tabelle.
| Preisverleihung                      | Kategorie                              | Resultat  | Datum der Nominierung beziehungsweise Auszeichnung |
| ------------------------------------ | -------------------------------------- | --------- | -------------------------------------------------- |
| BIU Sales Award                      | Gold                                   | Gewonnen  | 11. Feb. 2014                                      |
| DICE Awards 2013                     | Adventure-Spiel des Jahres 2013        | Nominiert | 17. Jan. 2014                                      |
| DICE Awards 2013                     | Handheld-Spiel des Jahres 2013         | Gewonnen  | 6. Feb. 2014                                       |
| DICE Awards 2013                     | Spiel des Jahres 2013                  | Nominiert | 17. Jan. 2014                                      |
| Game Developers Choice Awards 2013   | Bestes Spieldesign 2013                | Nominiert | 9. Jan. 2014                                       |
| Game Developers Choice Awards 2013   | Handheld-Spiel des Jahres 2013         | Gewonnen  | 19. März 2014                                      |
| Game Informer Best of 2013 Awards    | 3DS-Exklusivspiel 2013                 | Gewonnen  | 7. Jan. 2014                                       |
| gamescom awards 2013                 | Bestes Action-Spiel                    | Nominiert | 1. Aug. 2013                                       |
| gamescom awards 2013                 | Bestes mobiles Spiel                   | Gewonnen  | 1. Aug. 2013                                       |
| GamesIndustry Innovation Awards 2013 | Innovation im Spieldesign              | Nominiert | 14. März 2014                                      |
| GameSpot Game of the Year 2013       | Spiel des Jahres 2013                  | Gewonnen  | 1. Dez. 2013                                       |
| GIGA-Maus 2014                       | Bestes Spiel für Kinder ab 10          | Gewonnen  | 10. Okt. 2014                                      |
| IGN’s Best of 2013                   | 3DS-Spiel des Jahres 2013              | Gewonnen  | 1. Dez. 2013                                       |
| IGN’s Best of 2013                   | Action-Adventure-Spiel des Jahres 2013 | Nominiert | 1. Dez. 2013                                       |
| IGN’s Best of 2013                   | Beste Musik des Jahres 2013            | Gewonnen  | 1. Dez. 2013                                       |
| IGN’s Best of 2013                   | Spiel des Jahres 2013                  | Nominiert | 1. Dez. 2013                                       |
| Lara-Award 2014                      | Bestes Mobil-Spiel                     | Gewonnen  | 15. Mai 2014                                       |
| Spike Video Game Awards 2013         | Handheld-Spiel des Jahres 2013         | Gewonnen  | 1. Dez. 2013                                       |

Die folgende Liste gibt einen Überblick über Bestenlisten, in die A Link Between Worlds aufgenommen wurde.
- Computer Bild Spiele, „Die besten Spiele des Jahres 2013“: Platz 2[87]
- EGM, „EGM’s Best of 2013“: Platz 3[88]
- Entertainment Weekly, „Top 10 (and 3 Worst) Videogames of 2013“: Platz 8[89]
- Forbes, „The Best Video Games Of 2013“: Platz 6[90]
- Joystiq, „Top 10 of 2013“: Platz 2[91]
- M! Games, „Die Spiele des Jahres 2013“: Platz 7[92]
- MTV, „The 10 Best Video Games Of 2013“: Platz 4[93]

### Bedeutung innerhalb derZelda-Reihe
Keza McDonald von IGN äußerte im Oktober 2013, dass A Link Between Worlds die Konventionen der Serie überdenke wie kaum ein vorheriges Zelda-Spiel, obwohl es als Fortsetzung des SNES-Zelda-Ablegers eng mit der Vergangenheit der Serie verknüpft sei. Das Spiel befreie sich vom strukturellen Korsett der Zelda-Spiele der letzten zehn Jahre.
Der Game-Informer-Redakteur Dan Ryckert benennt in seiner Spielbesprechung mehrere Elemente als Innovationen für die Zelda-Reihe. Dazu zählt er das Konzept, Gegenstände auszuleihen beziehungsweise zu kaufen. In den vorher erschienenen Zelda-Spielen ist nämlich in jedem Dungeon ein Item versteckt, das die Spielfigur einsammeln muss, um den Dungeon absolvieren zu können. Aufgrund des neuen Item-Systems wird erstmals in der Geschichte der Reihe ein nichtlinearer Spielverlauf ermöglicht, denn in vorherigen Zelda-Spielen ist die Reihenfolge der Dungeons streng vorgegeben. Außerdem nennt Ryckert die Energieanzeige, die nun allen Items zu Grunde liegt, als Neuerung, da die Spielfigur in früheren Zelda-Teilen an ihrer statt über einen Vorrat an Items wie Bomben und Pfeilen verfügt. Eine weitere Innovation sei die in Dungeons von Beginn an verfügbare Karte; in vorherigen Zelda-Titeln nämlich steht dem Spieler eine Dungeonkarte erst zur Verfügung, wenn er sie im Labyrinth eingesammelt hat.
Aonuma äußerte im September 2013 in einem Interview, dass die Entwicklung des nächsten Zelda-Spiels, das 2015 für die Wii U veröffentlicht werden soll, durch jene Erfahrungen profitiere, die sein Team durch A Link Between Worlds sowie The Wind Waker HD gewonnen hat. Welche Elemente aus A Link Between Worlds in das neue Produkt einfließen sollen, teilte er nicht mit. In einem im März 2014 veröffentlichten Interview des britischen Official Nintendo Magazine gab sich Aonuma bezüglich des Spielkonzeptes von A Link Between Worlds zufrieden. Das Spiel habe neue Leitlinien für Zelda-Spiele aus der Vogelperspektive aufgestellt, die bei der Entwicklung weiterer Serienableger berücksichtigt werden müssen.